# Wings (Album)
Wings ist das zweite koreanische Studioalbum der südkoreanischen Boygroup BTS. Es erschien am 10. Oktober 2016 unter Big Hit Entertainment. Das Album enthält 15 Musikstücke, von denen Blood Sweat & Tears als Single ausgekoppelt wurde.
Das Album war ein kommerzieller Erfolg auf nationaler und internationaler Ebene. Es debütierte auf Platz 26 der US Billboard 200 und brach somit den Rekord für die höchste Chartplatzierung eines Kpop-Acts in den Vereinigten Staaten. Mit Wings schaffte es BTS, als erster Kpop-Künstler, auf den US Charts mehr als eine Woche zu bleiben. Blood Sweat & Tears wurde Bangtans erster nationaler Hit-Song auf den Gaon Charts. Wings ist das meistverkaufte Album in der Geschichte Gaons und im Jahr 2016.
Am 13. Februar 2017 wurde Wings unter dem Titel WINGS: You Never Walk Alone als Re-Package-Album mit drei neuen Songs erneut veröffentlicht. Mit You Never Walk Alone erreichte Wings weltweit zwei Millionen Verkaufszahlen und machte BTS somit zu „million sellers“.

## Hintergrund
Vom 4.–13. September 2016 veröffentlichte BigHit Entertainment sieben Kurzfilme, die die Solo-Tracks der Mitglieder vorstellen. Jeder Film enthält Zitate und Motive aus Herman Hesses Erzählung Demian. Die Solo-Songs sind Jungkooks Begin, Jimins Lie, Vs Stigma, Sugas First Love, RMs Reflection, J-Hopes Mama und Jins Awake.
Die Gruppe hielt am 10. September eine Pressekonferenz, um ihr Album vorzustellen. Ihr Konzept und die Bedeutung dahinter erklärte der Leader RM. „Je härter eine Versuchung zu widerstehen ist, desto mehr denken Sie darüber und schwanken. Diese Unsicherheit ist Teil des Wachsens. Blood Sweat & Tears ist ein Lied, das zeigt, wie man denkt, wählt und wächst.“ Die „Flügel“ symbolisieren ebenfalls das Erwachsenwerden. Suga fügte hinzu: „Das Lied vermittelt eine optimistische Entschlossenheit, unsere Flügel zu benutzen, um im Leben weit zu gehen, auch wenn wir mit Versuchungen zu kämpfen haben.“
Während ihrem Livestream auf dem V Live-Kanal am 9. September diskutierten die Mitglieder ihre Solo-Tracks. Jungkook erklärte, dass er in Begin über seine Reise nach Seoul und das erste Treffen mit seinen Gruppenkollegen singt. V bezeichnete Stigma als Song der Neo-Soul Musikrichtung. J-Hopes MAMA beschreibt die Kindheitserinnerungen zu seiner Mutter. Awake war Jins erster Versuch als Co-Texter. In einer zusätzlichen V-Live-Sendung am 20. Oktober 2016 erläuterte RM die Songs des Albums noch ausführlicher. Er komplimentierte den Tanzstil von J-Hope für den Comeback-Trailer und Jimins Songwriting für Lie und teilte, First Love erinnere ihn daran, wie wichtig das Klavier für Suga sei.
Das Lied Am I Wrong sampelt Keb’ Mo’s jazz/blues Song Am I Wrong – daher ist der US-amerikanische Blues-Sänger auf dem Album als Co-Texter und Co-Produzent kreditiert.
Am 13. Februar 2017 erschien You Never Walk Alone als Re-package Album mit Spring Day, Not Today und A Supplementary Story: You Never Walk Alone als drei neue Lieder. Eine längere Version von Outro: Wings ist ebenfalls auf You Never Walk Alone vorhanden. Das Album dominierte die südkoreanischen Digitalcharts. Innerhalb einer Stunde erreichte der Title-Track Spring Day Platz 1 von acht online Streaming Seiten – MelOn, Mnet, Genie und Naver Music inbegriffen. MelOns Seite krachte zusammen; eine Error-Seite wurde angezeigt, wenn man nach Spring Day suchte, da zeitgleich zu viele User versuchten, das Lied zu erwerben. Das Lied liefert eine warme, bequeme und hoffnungsvolle Botschaft. Es stellt persönliche Erfahrungen der Bandmitglieder RM und Suga dar, um niemals die Hoffnung zu verlieren, wenn man darauf wartet, mit einem entfremdeten Freund wieder vereinigt zu werden. Spring Day ist ein alternativer Hip-Hop Song, welcher Elemente der britischen Rockmusik enthält. Die Melodie wurde von RM komponiert.
Am 19. November 2016 kündigte BTS ihre Welttournee Live Trilogy Episode III: The Wings Tour an.

## Musikvideos
Am 6. Oktober 2016 wurde der Teaser für den Title-Track Blood Sweat & Tears veröffentlicht. Das Musikvideo wurde am 10. Oktober mit Wings publiziert. Am 9. Februar kam der Teaser zu Spring Day heraus. Am darauffolgenden Tag wurde ein weiterer Teaser zu Not Today hochgeladen. Das volle Musikvideo zu Spring Day kam zeitgleich mit You Never Walk Alone am 13. Februar heraus. Mit neun Millionen Klicks war es das meist angesehene K-POP Musikvideo innerhalb 24 Stunden, davor war es das Videoclip zu Blood Sweat & Tears. Später brachen die Bangtan Boys ihren eigenen Rekord mit 10 Millionen Aufrufen des Musikvideos zu Not Today, welches am 20. Februar erschien.

## Kommerzieller Erfolg

### Wings
Das Album wurde über 500.000 mal vorbestellt. Mit Wings erreichte BTS ein All-Kill in den koreanischen Charts. In den Gaon Albumcharts debütierte sowohl die Single Blood Sweat & Tears als auch Wings auf dem ersten Platz. Alle 15 Lieder befanden sich in den Top 50 der Gaon Single-Charts und erreichten zusammen mehr als eine Million Downloads und acht Millionen Streams in der Veröffentlichungswoche.
Wings konnte sich als erstes Album eines Südkoreanischen Künstler in den Britischen Album-Charts platzieren. Das Album debütierte auf Platz 26 der US Billboard 200. Mit Wings schaffte es BTS als erster Kpop-Künstler, sich länger als eine Woche in den US Charts zu halten. Außerdem debütierte Blood Sweat & Tears auf Platz 86 der Billboard Canadian Hot 100, während Wings Platz 19 der Billboard Canadian Albums Charts erreichte.

### You Never Walk Alone
You Never Walk Alone, das Re-package Album, erreichte rekordverdächtige 700.000 physikalische Vorbestellungen. Es wurde BTS' 7. #1 Album auf Gaon. In China wurden 144.400 Kopien des Albums vermarktet und war das bestverkaufte Album der Woche auf QQ Music. Es debütierte auf Platz 61 der Billboard 200 Album-Charts – eine Erweiterung von Bangtans Rekord als der K-Pop Act mit den meisten Chartspositionierungen (4). Spring Day landete auf Platz 8 der US-amerikanischen ITunes-Charts. Die Top 10 wurden davor von keinem anderen K-POP Entertainer erreicht. Spring Day brach einen weiteren Rekord, als es auf Platz 15 der US Billboard’s Bubbling Under Hot 100 Singles chart debütierte. Das Lied erreichte den ersten Platz der World Digital Songs Sales, während Not Today, A Supplementary Story: You Never Walk Alone und Outro: Wings Platz 2–4 besetzten. Die Bangtan Boys sind die ersten Künstler, die zeitgleich die ersten vier Plätze der World Digital Songs Sales einnahmen.

## Kritik
Wings erhielt hauptsächlich positives Feedback von Musikkritikern. Ein Grund dafür sind das Aufgreifen von Themen wie psychische Gesundheit und Frauen-Empowerment im Album.
Jeff Benjamin schrieb für FUSE: „Das neue Album des aufsteigenden K-Pop-Phänomens macht alles richtig, indem es die künstlerischen Flügel der sieben Mitglieder spreizen lässt und somit ihre individuellen Identitäten verfestigt – und dabei die Bandidentität stärker als zuvor hält.“ FUSE platzierte das Album auf dem achten Platz der 20 Best Albums of 2016 Liste. Billboard nannte das Album ein „Erfolg in sich selbst“ und lobte den starken Einsatz der Mitglieder bei der Produktion. Billboard kürte Wings als das beste K-Pop-Album des Jahres. Der reife Sound und die Ansprache der sonst Tabu-Themen erlangten hohe Aufmerksamkeit.
Über You Never Walk Alone schrieb Tamar Herman für Billboard und kritisierte Spring Day positiv für die „verträumten Vocals und sehnsüchtigen Texte“.

## Titelliste
Wings
| #   | Titel                                                                                        | Songwriting                                                                                  | Produzent(en)                                          | Länge | Gesamtlänge |
| --- | -------------------------------------------------------------------------------------------- | -------------------------------------------------------------------------------------------- | ------------------------------------------------------ | ----- | ----------- |
| 1.  | Intro: Boy Meets Evil                                                                        | Pdogg, J-Hope, RM                                                                            | Pdogg                                                  | 2:45  |             |
| 2.  | Blood Sweat & Tears (피 땀 눈물)                                                             | Pdogg, RM, Suga, J-Hope,"Hitman" Bang, Kim Do-hoon                                           | Pdogg                                                  | 3:37  |             |
| 3.  | Begin (Jungkook solo)                                                                        | Tony Esterly, David Quinones, RM                                                             | Tony Esterly                                           | 3:49  |             |
| 4.  | Lie (Jimin solo)                                                                             | DOCSKIM, SUMIN, „Hitman“ Bang, Jimin, Pdogg                                                  | DOCSKIM                                                | 3:35  |             |
| 5.  | Stigma (V solo)                                                                              | Philtre, V, Slow Rabbit, „Hitman“ Bang                                                       | Philtre                                                | 3:36  |             |
| 6.  | First Love (Suga solo)                                                                       | Suga, MISS KAY                                                                               | Suga, MISS KAY                                         | 3:09  |             |
| 7.  | Reflection (RM solo)                                                                         | RM, Slow Rabbit                                                                              | RM, Slow Rabbit                                        | 3:53  |             |
| 8.  | MAMA (J-Hope solo)                                                                           | Primary, Pdogg, J-Hope                                                                       | Primary, Pdogg                                         | 3:32  |             |
| 9.  | Awake (Jin solo)                                                                             | Slow Rabbit, Jin, J-Hope, June, Pdogg, RM, „Hitman“ Bang                                     | Slow Rabbit                                            | 3:46  |             |
| 10. | Lost                                                                                         | RM, Pdogg, Supreme Boi, Peter Ibsen, Richard Rawson, Lee Paul Williams, June                 | Pdogg                                                  | 4:01  |             |
| 11. | BTS Cypher Pt. 4                                                                             | RM, J-Hope, Suga, Chris 'Tricky' Stewart, Medor J. Pierre                                    | Chris 'Tricky' Stewart, Medor J. Pierre                | 4:54  |             |
| 12. | Am I Wrong                                                                                   | Keb’ Mo’, Sam Klempner, James Reynolds, Josh Wilkinson, RM, Supreme Boi, Gaeko, Pdogg, ADORA | Keb’ Mo’, Sam Klempner, James Reynolds, Josh Wilkinson | 3:33  |             |
| 13. | 21st Century Girl (21세기 소녀)                                                              | RM, Pdogg, „Hitman“ Bang, Supreme Boi                                                        | Pdogg                                                  | 3:12  |             |
| 14. | Two! Three! (Still Wishing There Will Be Better Days) (둘! 셋! (그래도 좋은 날이 더 많기를)) | RM, J-Hope, Suga, Slow Rabbit, Pdogg, „Hitman“ Bang                                          | Slow Rabbit, Pdogg                                     | 4:32  |             |
| 15. | Interlude: Wings                                                                             | RM, J-Hope, Suga, Pdogg, ADORA                                                               | Pdogg                                                  | 2:24  | 53:41       |

You Never Walk Alone (Wings Re-package Album)
| #   | Titel                                       | Songwriting                                                            | Produzent(en) | Länge | Gesamtlänge |
| --- | ------------------------------------------- | ---------------------------------------------------------------------- | ------------- | ----- | ----------- |
| 15. | Spring Day (봄날)                           | Pdogg, ADORA, Bang Sihyuk, Arlissa Ruppert, Peter Ibsen, Suga, Jin, RM | Pdogg         | 4:34  |             |
| 16. | Not Today                                   | RM, Pdogg, Bang Sihyuk, Supreme Boi, June                              | Pdogg         | 3:51  |             |
| 17. | Outro: Wings                                | Pdogg, ADORA, RM, Suga, J-Hope                                         | Pdogg         | 3:45  |             |
| 18. | A Supplementary Story: You Never Walk Alone | Pdogg, Bang Sihyuk, RM, Suga, J-Hope, Supreme Boi                      | Pdogg         | 2:36  | 66:18       |

## Kommerzieller Erfolg

### Chartplatzierungen

#### Album
| ChartsChartplatzierungen       | Höchstplatzierung | Wochen |
| ------------------------------ | ----------------- | ------ |
| Schweiz (IFPI)                 | 62 (1 Wo.)        | 1      |
| Südkorea (KMCA)                | 1 (341 Wo.)       | 341    |
| Vereinigte Staaten (Billboard) | 26 (2 Wo.)        | 2      |
| Vereinigtes Königreich (OCC)   | 62 (1 Wo.)        | 1      |

| ChartsJahrescharts (2016) | Platzierung |
| ------------------------- | ----------- |
| Südkorea (KMCA)           | 1           |

| ChartsJahrescharts (2017) | Platzierung |
| ------------------------- | ----------- |
| Südkorea (KMCA)           | 35          |

| ChartsJahrescharts (2018) | Platzierung |
| ------------------------- | ----------- |
| Südkorea (KMCA)           | 34          |

| ChartsJahrescharts (2019) | Platzierung |
| ------------------------- | ----------- |
| Südkorea (KMCA)           | 42          |

| ChartsJahrescharts (2020) | Platzierung |
| ------------------------- | ----------- |
| Südkorea (KMCA)           | 68          |

| ChartsJahrescharts (2021) | Platzierung |
| ------------------------- | ----------- |
| Südkorea (KMCA)           | 59          |

| ChartsChartplatzierungen | Höchstplatzierung | Wochen |
| ------------------------ | ----------------- | ------ |
| Südkorea (KMCA)          | 1 (321 Wo.)       | 321    |

| ChartsJahrescharts (2017) | Platzierung |
| ------------------------- | ----------- |
| Südkorea (KMCA)           | 3           |

| ChartsJahrescharts (2018) | Platzierung |
| ------------------------- | ----------- |
| Südkorea (KMCA)           | 42          |

| ChartsJahrescharts (2019) | Platzierung |
| ------------------------- | ----------- |
| Südkorea (KMCA)           | 48          |

| ChartsJahrescharts (2020) | Platzierung |
| ------------------------- | ----------- |
| Südkorea (KMCA)           | 74          |

| ChartsJahrescharts (2021) | Platzierung |
| ------------------------- | ----------- |
| Südkorea (KMCA)           | 60          |

#### Singles
| Jahr | Titel Album                                                                       | Höchstplatzierung, Gesamtwochen, AuszeichnungChartplatzierungen (Jahr, Titel, Album, Platzierungen, Wochen, Auszeichnungen, Anmerkungen) | Höchstplatzierung, Gesamtwochen, AuszeichnungChartplatzierungen (Jahr, Titel, Album, Platzierungen, Wochen, Auszeichnungen, Anmerkungen) | Anmerkungen                                                |
| Jahr | Titel Album                                                                       | KR | JP | Anmerkungen                                                |
| ---- | --------------------------------------------------------------------------------- | --- | --- | ---------------------------------------------------------- |
| 2016 | Blood Sweat & Tears (피 땀 눈물) / Chi, Ase, Namida KR: Wings / JP: Face Yourself | KR1 (54 Wo.)KR | JP1 (30 Wo.)JP | Erstveröffentlichung: 10. Oktober 2016 (KR) / 10. Mai 2017 |
| 2017 | Spring Day (봄날) You Never Walk Alone                                            | KR1 (… Wo.)KR | — | Erstveröffentlichung: 13. Februar 2017                     |
| 2017 | Not Today You Never Walk Alone                                                    | KR6 (7 Wo.)KR | — | Erstveröffentlichung: 20. Februar 2017                     |

### Auszeichnungen für Musikverkäufe
| Land/Region                  | Auszeichnungen für Musikverkäufe (Land/Region, Auszeichnung, Verkäufe) | Verkäufe  |
| ---------------------------- | ---------------------------------------------------------------------- | --------- |
| Neuseeland (RMNZ)            | Gold                                                                   | 7.500     |
| Südkorea (KMCA)              | —                                                                      | 1.413.799 |
| Vereinigte Staaten (RIAA)    | —                                                                      | 16.000    |
| Vereinigtes Königreich (BPI) | Silber                                                                 | 60.000    |
| Insgesamt                    | 1× Silber · 1× Gold ·                                                  | 1.497.299 |

Hauptartikel: BTS (Band)/Auszeichnungen für Musikverkäufe

## Auszeichnungen
| Jahr | Preisverleihung         | Empfänger             | Preis                           | Ergebnis  | Ref.   |
| ---- | ----------------------- | --------------------- | ------------------------------- | --------- | ------ |
| 2016 | KBS MV Bank MV Best 5   | „Blood Sweat & Tears“ | Best Music Video Boy Group      | Nominiert | [ 66 ] |
| 2016 | Hanteo Awards           | Wings                 | Album Award                     | Gewonnen  | [ 67 ] |
| 2016 | Mnet Asian Music Awards | Wings                 | Album of the Year               | Nominiert | [ 68 ] |
| 2016 | Mnet Asian Music Awards | „Blood Sweat & Tears“ | Song of the Year                | Nominiert | [ 68 ] |
| 2016 | Mnet Asian Music Awards | „Blood Sweat & Tears“ | Best Dance Performance – Male   | Gewonnen  | [ 68 ] |
| 2016 | Mnet Asian Music Awards | „Blood Sweat & Tears“ | Best Music Video                | Nominiert | [ 68 ] |
| 2017 | Mnet Asian Music Awards | „Spring Day“          | Best Music Video                | Gewonnen  | [ 69 ] |
| 2017 | Melon Music Awards      | You Never Walk Alone  | Album of the Year               | Nominiert | [ 70 ] |
| 2017 | Melon Music Awards      | „Spring Day“          | Song of the Year                | Gewonnen  | [ 70 ] |
| 2017 | Seoul Music Awards      | „Blood Sweat & Tears“ | Best Music Video Award          | Gewonnen  | [ 71 ] |
| 2017 | Seoul Music Awards      | Wings                 | Album of the Year               | Gewonnen  | [ 71 ] |
| 2017 | Gaon Chart Music Awards | Wings                 | Album of the Year – 4th Quarter | Gewonnen  | [ 72 ] |
| 2017 | Gaon Chart Music Awards | „Blood Sweat & Tears“ | Song of the Year – October      | Nominiert | [ 72 ] |
| 2017 | Golden Disc Awards      | Wings                 | Disk Bonsang                    | Gewonnen  | [ 73 ] |
| 2018 | Golden Disc Awards      | „Spring Day“          | Digital Bonsang                 | Gewonnen  | [ 74 ] |
| 2018 | Golden Disc Awards      | „Spring Day“          | Digital Daesang                 | Nominiert | [ 74 ] |
| 2018 | Gaon Chart Music Awards | You Never Walk Alone  | Album of the Year – 1st Quarter | Gewonnen  | [ 75 ] |
| 2018 | Gaon Chart Music Awards | „Spring Day“          | Song of the Year – February     | Nominiert | [ 75 ] |

Musik-Shows
| Song                  | Show                      | Datum            |
| --------------------- | ------------------------- | ---------------- |
| “Blood Sweat & Tears” | Show Champion (MBC Music) | 19. Oktober 2016 |
| “Blood Sweat & Tears” | M Countdown (Mnet)        | 20. Oktober 2016 |
| “Blood Sweat & Tears” | Music Bank (KBS2)         | 21. Oktober 2016 |
| “Blood Sweat & Tears” | Music Bank (KBS2)         | 28. Oktober 2016 |
| “Blood Sweat & Tears” | Inkigayo (SBS)            | 23. Oktober 2016 |
| “Blood Sweat & Tears” | The Show (SBS MTV)        | 25. Oktober 2016 |
| “Spring Day”          | Show Champion             | 22. Februar 2017 |
| “Spring Day”          | M Countdown               | 23. Februar 2017 |
| “Spring Day”          | Music Bank                | 24. Februar 2017 |
| “Spring Day”          | Inkigayo (SBS)            | 26. Februar 2017 |